# Zwingenberg (Bergstraße)
Zwingenberg liegt im südhessischen Landkreis Bergstraße und ist seit der Verleihung der Stadtrechte im Jahre 1274 die älteste Stadt im hessischen Teil der Bergstraße.

## Geographie und Bodennutzung

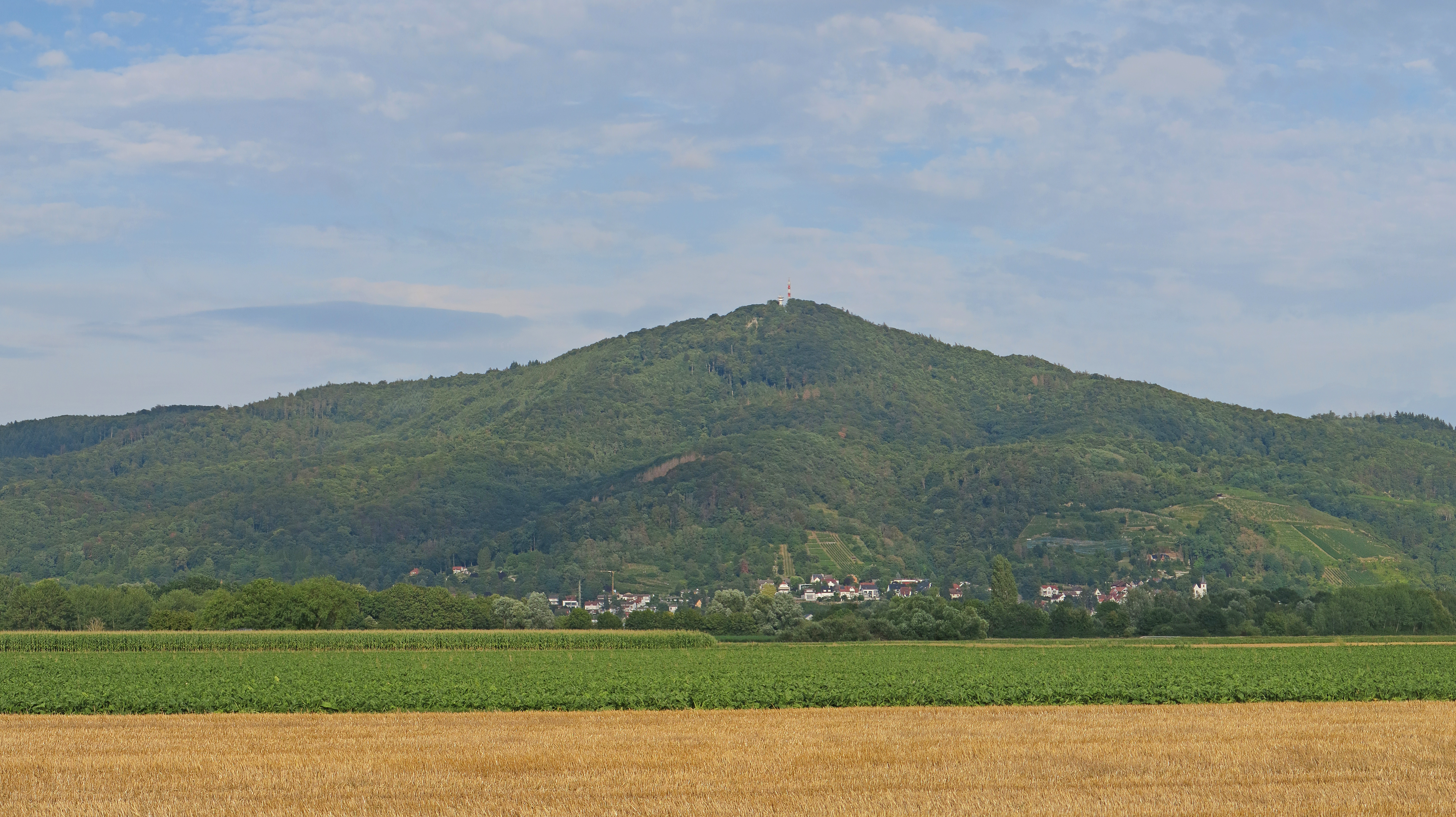
Lage von Zwingenberg am Fuße des Melibokus

Zwingenberg liegt am Westrand des Odenwaldes am Fuße des Melibokus, mit 517,4 m ü. NHN der höchste Berg des hessischen Teils der Bergstraße. Die Höhe der Gemarkung variiert zwischen etwa 90 m im Stadtteil Rodau und knapp 300 m am Hang des Melibokus. Die höchste Erhebung Zwingenbergs ist kein einzelner Berg, sondern geht fließend am Hang des Melibokus in die Gemarkung Auerbach, einem Stadtteil von Bensheim an der Bergstraße, über. Als Richtwert gilt die 100-Meter-Markierung am Bahnhof in Zwingenberg. Im Westen grenzt Zwingenberg an das Hessische Ried und damit an die Oberrheinische Tiefebene.
Im Westen Zwingenbergs in Richtung Rodau und im Stadtteil Rodau selbst herrscht auf sandigem Boden Feld- und Wiesenwirtschaft vor. Einzig ein kleines Stück Wald gehört zur Gemarkung im Bereich des Niederwaldsees. In Zwingenberg existieren auch noch Reste bzw. Neuanpflanzungen des Obstanbaus (hauptsächlich Äpfel). An den Ausläufern der Orbishöhe und in Richtung Luciberg wird Wein angebaut. Außerdem wachsen Mandelbäume in der Region. Ein schmaler Saum Wald gehört noch im Bereich der Hütte „Morgenruhe“ und über der „Blockhütte“ Richtung Comoder Weg zur Gemarkung Zwingenberg. Es sind heute noch Reste von Granitabbau erkennbar.
Durch den Windschatten des Melibokus herrscht in Zwingenberg Mikroklima, welches zum Teil in hangnahen Lagen zu weniger Niederschlag als beispielsweise in der Ebene führt.

### Nachbargemeinden
Zwingenberg liegt zwischen der Gemeinde Alsbach-Hähnlein im Landkreis Darmstadt-Dieburg im Norden und der Stadt Bensheim im Landkreis Bergstraße im Süden. Im Westen grenzen die Bensheimer Stadtteile Fehlheim und Langwaden an den Stadtteil Rodau. Im Osten grenzt Zwingenberg an den Melibokus, dessen Gipfel in der Gemarkung Auerbach, einem Stadtteil von Bensheim an der Bergstraße, liegt.

### Gemeindegliederung
Zwingenberg besteht aus den beiden Stadtteilen Zwingenberg mit einer Fläche von 346 Hektar und Rodau mit einer Fläche von 215 Hektar.

## Geschichte

### Ortsgeschichte
„Wann oder durch wen diese Stadt erbaut wurde, hat man keine eigentliche Nachricht, dass sie aber eine uralte Stadt sei, schließt man aus allen Umständen.“

Der älteste Hinweis auf locum getwinc findet sich in einer Urkunde aus dem Jahr 1012, in der König Heinrich II. dem Kloster Lorsch Jagdrechte schenkte. Der Ortsname weist darauf hin, dass Reisende an der Bergstraße zur Durchquerung der Stadttore gezwungen waren, da westlich der Stadt Sumpf und Auwald lag.
Durch Heirat der Hildegard von Henneberg kamen Teile der Bergstraße um 1135 an Heinrich II. von Katzenelnbogen (* etwa 1124; † 1160), der im Jahre 1138 von König Konrad III. zum Grafen erhoben wurde. Zwingenberg gehörte nun zur Grafschaft Katzenelnbogen mit dem Hauptort Katzenelnbogen. Diese Grafschaft bestand aus zwei Teilen, der sog. Niedergrafschaft, am Rhein um Sankt Goar gelegen, sowie der südhessischen Obergrafschaft.
Zum Schutz seiner südlichsten Besitzungen an der Bergstraße und seiner Zolleinnahmen baute Graf Diether IV. in der ersten Hälfte des 13. Jahrhunderts eine Unterburg in Zwingenberg und eine Hochburg, das Auerbacher Schloss über Auerbach.
1258 erhielt Diether V. von Katzenelnbogen das Recht, eine Kirche in Zwingenberg zu errichten:

„Dompropst Werner, Domdekan Johann und das Domkapitel zu Mainz sowie Propst Ludwig von St. Viktor daselbst bekunden, dass die Einwohner von Zwingenberg zum Anhören des Wortes Gottes und Empfang der Sakramente wegen weiter Entfernung und Lebensgefahr nur schwer zu ihrer Mutterkirche in Bensheim gelangen können. Sie gestatten daher mit Zustimmung des Erzbischofs auf Bitten des weltlichen Herrn in Zwingenberg, Graf Diethers v. Katzenelnbogen, dass in Zwingenberg eine Kirche mit Friedhof erbaut und ein eigener Priester bestellt wird.“

1260 teilten Diether V. und sein Bruder Eberhard I. die Grafschaft, wobei Diether Zwingenberg und Eberhard Auerbach erhielt. Zwingenberg erhielt 1274 unter Graf Diether V. durch König Rudolf I. Stadt- und Marktrechte und wurde damit die älteste Stadt an der Bergstraße. 1301 wurde Zwingenberg zerstört und ging in Flammen auf. Graf Wilhelm I. von Katzenelnbogen, Sohn Diethers V., hatte sich mit den vier rheinischen Kurfürsten verbündet und überhöhte Rheinzölle gefordert. Dies hatte den freien Handel stark geschädigt und die Kriegserklärung von König Albrecht I. zur Folge. Die Unterburg wurde zerstört.
1330 bestätigte Kaiser Ludwig der Bayer dem Grafen Wilhelm I. die Stadtrechte von Zwingenberg.

„Kaiser Ludwig bestätigt dem Grafen Wilhelm von Katzenelnbogen getreuer Dienste wegen die Freiheit, die ihm König Rudolf für Zwingenberg, und die Freiheit, die er ihm für Reichenberg verliehen hat, sowie den rheinaufwärtigen Zoll (ufganden zol) zu St. Goar, den Graf Wilhelm und seine Vorfahren vom Reiche zu Lehen besessen haben. Wer dagegen etwas unternimmt, büßt mit 100 Mark Gold, die halb an die Kammer des Reiches und halb an den Grafen fallen.“

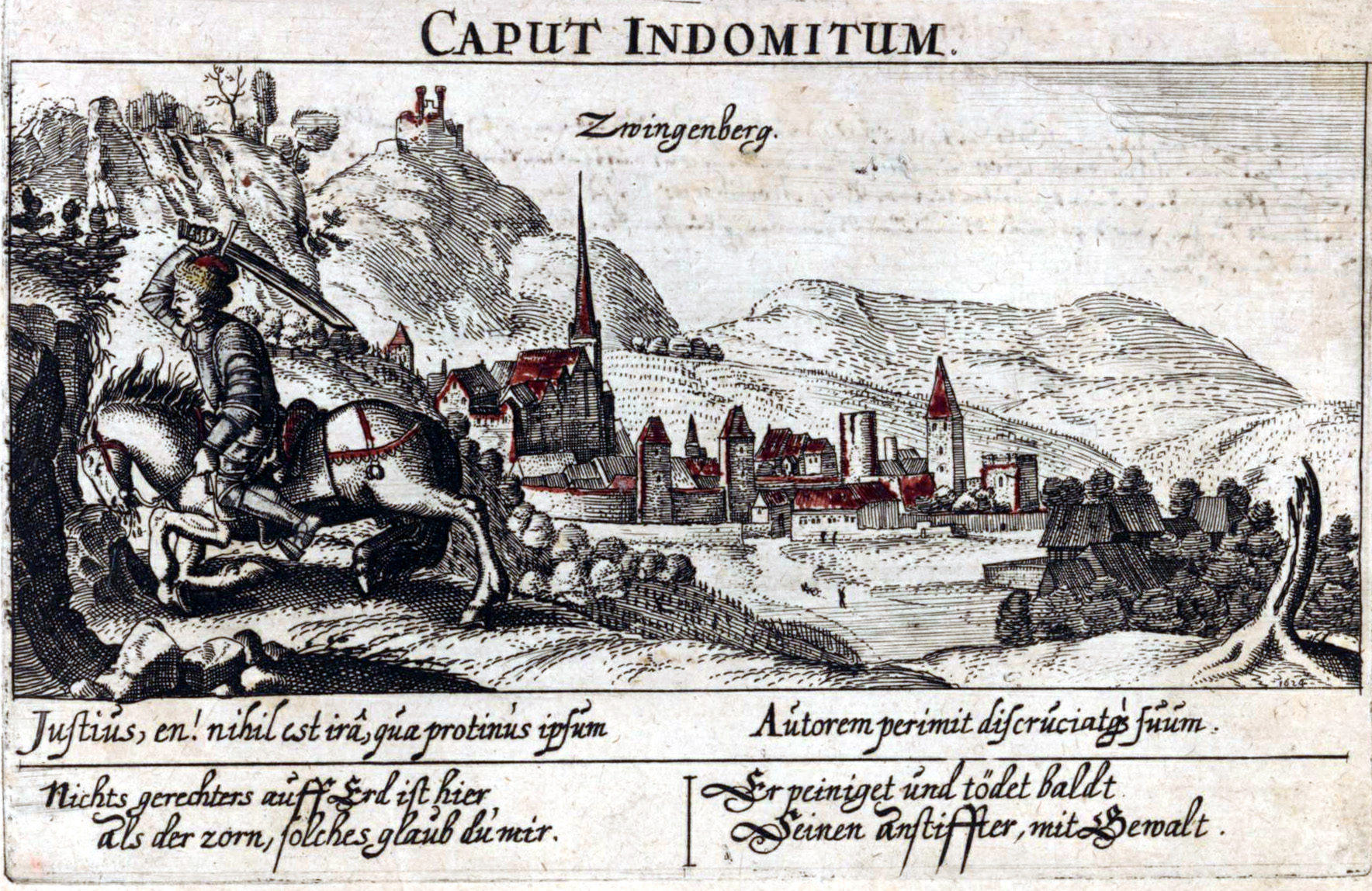
Zwingenberg im Jahr 1624. Kupferstich von Daniel Meisner

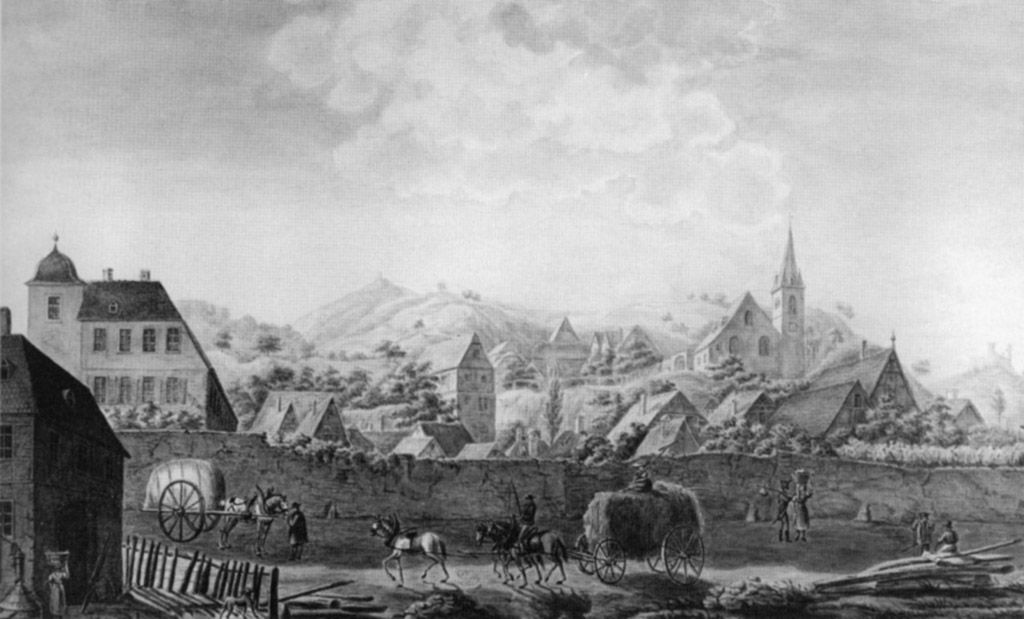
Zwingenberg um 1810 (Gemälde von Wilhelm Merck)

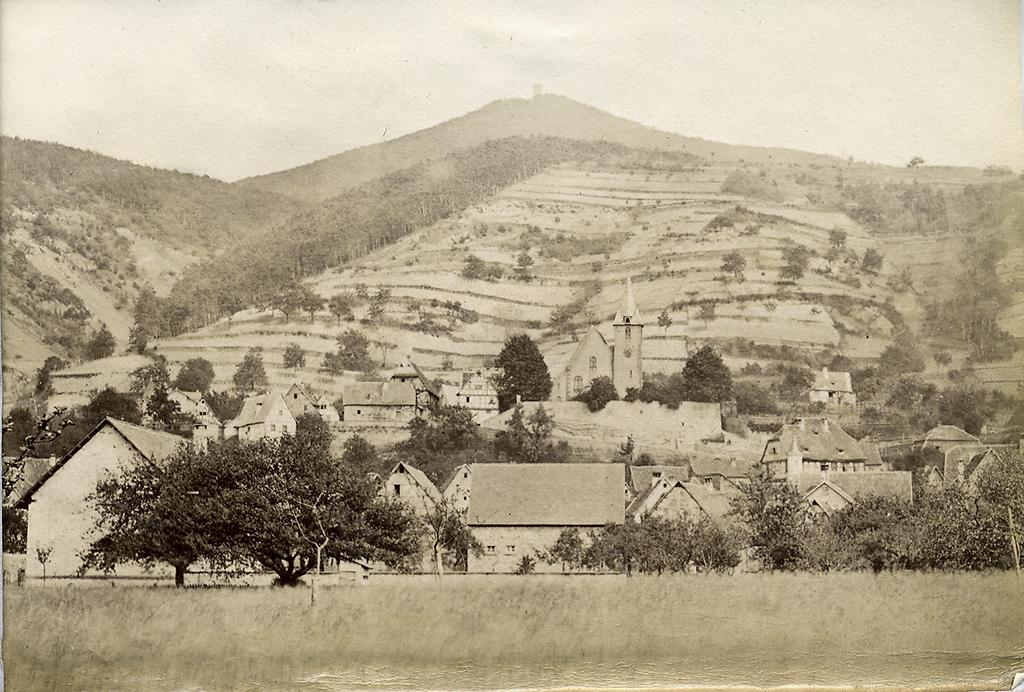
Zwingenberg unterhalb des Melibokus um 1875

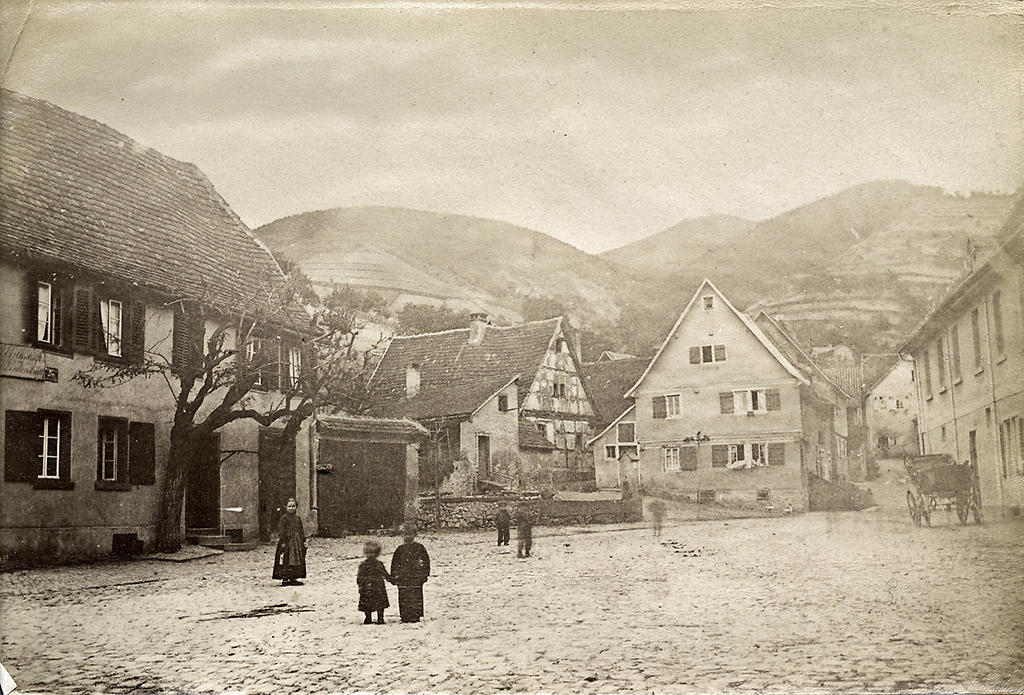
Die Innenstadt von Zwingenberg um 1875

1355 erfolgte das Eheversprechen von Wilhelm II. an Elisabeth von Hanau.

„Graf Wilhelm II. von Katzenelnbogen gelobt, Else, die Tochter des Edlen Ulrich, Herrn zu Hanau, zum Weibe zu nehmen und ihr als Wittum 400 Pfd. H. FrWr. in Korngülten und Pfennigzinsen nach Landesgewohnheit anzuweisen gemäß der Erkenntnis des Ritters Gottfried von Stockheim und der Edelknechte Konrad Emicho zum Hane und Thielmann von Boxberg. Die Gülten sollen in der Nähe des Schlosses Darmstadt fällig sein. Graf Wilhelm wird Else ferner Burg und Stadt Zwingenberg als Wittum übergeben, jedoch mit dem Vorbehalt, dass Zwingenberg von dieser Verpflichtung befreit ist, sobald er für Else in Darmstadt eine Wohnung eingerichtet hat, in der sie standesgemäß wohnen kann.“

1401 wurde der Name „Twinginburg“ verzeichnet. 1403 verpfändete Graf Johann IV. von Katzenelnbogen an Henne Weißkreis von Lindenfels Burg und Stadt Zwingenberg mit den Dörfern Eschollbrücken, das gräfliches Eigen war, Pfungstadt und Nieder-Ramstadt mit allen Rechten und Zubehör für 6.000 Gulden.
1454 Graf Philipp I. von Katzenelnbogen willigte ein, dass Hans IV. von Wallbrunn (Burgsitz von Wallbrunn) seine Frau Lucie von Reifenberg unter anderem auch auf das Haus und etliche Gärten zu Zwingenberg bewittumte, die Hans vom Grafen zu Lehen trug, jedoch unbeschadet der damit verbundenen Mannschaftsleistung.
1557 gab es in den 35 Pfarreien der Obergrafschaft nur drei „aus kirchlichen Mitteln unterhaltene – gut eingerichtete Schule(n)“, nämlich in Darmstadt, Groß-Gerau und Zwingenberg. Noch vor dem Tode des hessischen Landgrafen Philipp I. im Jahr 1567 kam eine weitere in Auerbach hinzu. Damit ist Zwingenberg nicht nur die älteste Stadt an der Bergstraße, sondern auch einer der ältesten Schulstandorte in Hessen.
Bis 1479 gehörte Zwingenberg zur Grafschaft Katzenelnbogen, danach zur Landgrafschaft Hessen und ab 1567 zur Landgrafschaft Hessen-Darmstadt, die 1806 von Napoleon zum Großherzogtum Hessen erhoben wurde.
Durch Verwüstungen während des Dreißigjährigen Krieges und die darauffolgende Pest war der Ort über Jahrzehnte fast unbewohnt und schließlich vernichtete ein 1693 von französischen Truppen im Pfälzischen Erbfolgekrieg gelegtes Feuer die meisten Häuser. Erst nach der Französischen Revolution erholte sich die Stadt wieder.
1821 wurde Zwingenberg Sitz des Landgerichtes im neu gegründeten Landratsbezirk Bensheim, bevor es 1879 im Zuge der neuen hessischen Gerichtsverfassung in ein Amtsgericht umgewandelt wurde, das zum Landgerichtsbezirk Darmstadt als Gericht zweiter Instanz gehörte. 1902 wurde ein Teil seines Gerichtsbezirkes dem Amtsgericht in Bensheim zugeteilt und am 11. April 1934 wurde es endgültig aufgehoben.
Die Statistisch-topographisch-historische Beschreibung des Großherzogthums Hessen berichtet 1829 über Zwingenberg:

„Zwingenberg (L. Bez. Bensheim) Stadt; liegt 1 St. von Bensheim an der durch die Bergstraße ziehende Chaussee, dicht am Fuße des Melibokus und 434 Hess. (334 Par.) Fuß über der Meeresfläche. Die Stadt, welche ummauert ist, hat 191 Häuser und 1445 Einw., die außer 14 Kath., 5 Mennoniten und 39 Juden lutherisch sind; unter diesen befinden sich 87 Bauern und 68 Gewerbsleute. Zwingenberg ist der Sitz des Landgerichts und des Rentamts. Jährlich werden 3 Märkte gehalten. Auch findet sich hier eine Apotheke. – Die Gemarkung von Zwingenberg, früher Twingenberg, gehörte ursprünglich zu Auerbach, und es scheint daher dieser Ort später entstanden zu seyn. Er war aber im 13. Jahrhundert schon so bedeutend, daß Graf Diether III. von Katzenellenbogen eine Kirche erbaute, in welcher nach und nach 7 Altäre gestiftet wurden. Zu dieser Zeit wird der Ort Oppidum genannt. Aber erst 1273 erhielt er vom Kaiser Rudolph I. eigentliche Stadtgerechtigkeit und die Freiheit, einen Wochen- und einen Jahrmarkt zu halten. Das Schloß, wahrscheinlich vom Grafen Diether III. erbaut, wurde in dem Kriege zwischen Kaiser Albrecht I. und dem Erzbischof Gerhard II. von Mainz 1301 zerstört, vom Grafen Wilhelm I. aber wieder aufgebaut und 1312 von Mainz lehnbar gemacht. Als adelige Burgmänner kommen nebst den Herrn von Wallbrunn und Hartenau auch die nach dem Schlosse benannten Herrn von Zwingenberg vor. Schon 1310 findet sich ein Hartmann Ritter von Twingenberg; 1384, Conrad Stumpf von Tzwingenberg und 1400 Henn von Zwingenberg. Hier wurde 1437 eine geistliche Brüderschaft gestiftet, in welche sich Graf Johann III. von Katzenellenbogen mit seiner Gemahlin Anna, aufnehmen ließ. Landgraf Georg I. ertheilte der Stadt 1574 die Freiheit, jährliche Vieh- und Krämermärkte zu halten; Landgraf Ludwig V. vermehrte die Freiheiten, und dehnte solche 1611 auch auf die Vorstadt aus. Im 30jährigen Kriege sollen 6000 Menschen, sowohl einheimische als hierher geflüchtete, auf dem Kirchhofe begraben worden seyn. Im Orleansschen Kriege 1693 wurde Zwingenberg, trotz einer Besatzung von 500 Sachsen, von den Franzosen mit Sturm genommen ,geplündert und mit Ausnahme der Kirche der Schule und 11 schlechten Häusern niedergebrannt. Hier aber, so wie an vielen andern Orten unsers teutschen Vaterlandes, ist das, was fremde Barbarei verwüstet hat, durch den unermüdeten Fleiß der Bewohner und durch die väterliche Sorgfalt der Regierung neu und schöner erstanden.“

1832 wurde Zwingenberg in den Kreis Bensheim eingegliedert, ab 1938 gehörte es zum Landkreis Bergstraße. In der Zeit des Nationalsozialismus wurden auch hier jüdische und politisch missliebige Menschen vertrieben und deportiert. Die Synagoge wurde durch einen Zufall jedoch nicht zerstört. Sie wird heute als Wohnhaus genutzt. Ein Verein bemüht sich um ihre Wiederbelebung. 1941 wurde in der Jugendherberge ein Kriegsgefangenenlager eingerichtet.
Am 14. Oktober 1894 nahm der erste Pflegedienst der Region seinen Dienst auf. Eine Schwester der Hessen-Darmstädtischen Kirche kümmerte sich in häuslicher Pflege um alte und kranke Menschen. Diese erste Diakoniestation wurde durch Spenden finanziert und am 22. Juni 1902 wurde das neu erbaute Schwesternwohnhaus eingeweiht. Auch in den Nachbargemeinden wurden im Laufe der Zeit fünf weitere Schwesterstationen gegründet, die sich 1978 zu einem Zweckverband zusammenschlossen. Die letzte Zwingenberger Gemeindeschwester, die ihren Wohnsitz im Schwesternhaus hatte, versah bis Ende der 1970er Jahre ihren Dienst. Über den Umfang der Arbeit gibt das Diensttagebuch der ehemaligen Station Auskunft; so wurden zum Beispiel im Jahr 1958 insgesamt 4284 Pflegebesuche und 30 Nachtwachen verzeichnet.
Zwingenberg war im 20. Jahrhundert das Zentrum des genossenschaftlich organisierten Bergsträßer Obst- und Gemüsebaus. Die Genossenschaft mit Sitz und Markthalle in Zwingenberg hatte zu ihren besten Zeiten 7000 Mitglieder aus 263 Gemeinden. Ihr Einzugsgebiet reichte im Westen bis an den Rhein, im Norden bis an den Main und im Süden über Darmstadt bis nach Heppenheim. Begonnen hatte die organisierte Vermarktung der Produkte 1910 mit der Gründung des Obstverwertungsvereins. 1913 entstand dann eine erste Markthalle, die 1926 durch ein größeres Ziegelsteingebäude ersetzt wurde. Im selben Jahr wurde die „Bergsträßer Obst- und Gemüsezentrale eGmbH“ gegründet. Die Genossenschaft überdauerte die beiden Weltkriege und erlebte Ende der 1950er Jahre ihre erfolgreichste Zeit. Noch 1961 wurden von den Obsterzeugern an den rund 70 Sammelstellen 82.600 Zentner Obst und Gemüse im Wert von rund 3,4 Millionen D-Mark abgeliefert. Danach ging der Obstanbau, getrieben durch fallende Preise und starke ausländische Konkurrenz, rapide zurück. Die Genossenschaft war gezwungen, ihr Einzugsgebiet zu vergrößern und siedelte nach Griesheim um.
Am 28. April 1928 wurde die Bergstraße von einem katastrophalen Unwetter getroffen. „Bensheim, Auerbach, Zell, das Ried und vor allem Zwingenberg boten ein Bild der Verwüstung“. Gewittersturm und Hagel vernichteten die Hoffnung auf eine Ernte und Wassermassen wälzten sich von den Hängen der Bergstraße in die betroffenen Orte. „Zwingenberg war unpassierbar, der Platz vor dem ‚Löwen‘ sah aus wie ein ‚Felsenmeer‘ aus Pflastersteinen. Der Marktplatz und der Bereich beim Amtsgericht lagen voller Schlamm und Trümmer; auf dem Friedhof waren ‚Gräber aufgedeckt, Teile von Zinksärgen, Gebeine und Schädel freigelegt‘; Automobile steckten bis zu einem Meter tief in Schlamm und Geröll“; schrieb der Bergsträßer Anzeiger.
Zwischen 1933 und 1939 zogen alle der 1933 noch aus 40 Personen bestehenden jüdischen Gemeinde Zwingenberg infolge der zunehmenden Repressalien weg oder wanderten aus. Am 19. November, einen Tag nach der Reichspogromnacht, wurden die wenigen noch in Zwingenberg lebenden Juden gezwungen, die Synagoge zu verkaufen. Diejenigen, denen es nicht gelang auszuwandern, wurden spätestens 1942 in Vernichtungslager deportiert. Von den in Zwingenberg geborenen oder längere Zeit hier lebenden Personen kamen 21 durch die NS-Gewaltherrschaft ums Leben.
In der Endphase des Zweiten Weltkrieges blieb Zwingenberg von Zerstörung verschont. Da es nicht verteidigt wurde, entstanden beim Einmarsch der Amerikaner keine großen Schäden. Die Einwohner hatten die Panzersperren beseitigt und weiße Fahnen gehisst.
Im Zuge der Gebietsreform in Hessen wurde am 31. Dezember 1970 der heutige Stadtteil Rodau auf freiwilliger Basis eingemeindet. Für den Stadtteil Rodau wurde ein Ortsbezirk mit Ortsbeirat und Ortsvorsteher nach der Hessischen Gemeindeordnung eingerichtet.
Zwingenberg feierte 1974 die Verleihung der Stadtrechte vor 700 Jahren. Das Ereignis wurde durch die Herausgabe einer Chronik und mit vielen Veranstaltungen begangen. Der Bergsträßer Anzeiger schrieb zu 700-jährigen Jubiläum: „Das erfüllt die Zwingenberger nach wie vor mit Stolz – vor allem, weil man im Zuge der Gemeindegebietsreform in den 1970er-Jahren nicht als Stadtteil einem anderen Gemeinwesen zugeschlagen wurde, sondern bis heute selbstständig geblieben ist. Dass man – wie beispielsweise das größere Auerbach – heute nicht von Bensheim aus ‚regiert‘ wird, wurde seinerzeit durch die Eingemeindung des Dorfes Rodau nach Zwingenberg verhindert“. 25 Jahre später, im Jahr 1999, zum 725. Stadtrechtsjubiläum, wurde erneut gefeiert, dieses Mal mit einem Historienspiel, bei dem die Übergabe der Stadtrechtsurkunde eine zentrale Rolle spielte und an dem auch Kommunalpolitiker mitwirkten.

### Verwaltungsgeschichte im Überblick
Die folgende Liste zeigt die Staaten und Verwaltungseinheiten, denen Zwingenberg angehört(e):
- vor 1479: Heiliges Römisches Reich, Grafschaft Katzenelnbogen, Obergrafschaft Katzenelnbogen
- ab 1479: Heiliges Römisches Reich, Landgrafschaft Hessen (durch Erbfall), Obergrafschaft Katzenelnbogen, Amt Zwingenberg und Jägersburg
- ab 1567: Heiliges Römisches Reich, Landgrafschaft Hessen-Darmstadt, Obergrafschaft Katzenelnbogen, Amt Zwingenberg und Jägersburg
- ab 1803: Heiliges Römisches Reich, Landgrafschaft Hessen-Darmstadt, Fürstentum Starkenburg, Amt Zwingenberg
- ab 1806: Großherzogtum Hessen,[Anm. 2] Fürstentum Starkenburg, Amt Zwingenberg[20]
- ab 1815: Großherzogtum Hessen[Anm. 3], Provinz Starkenburg, Amt Zwingenberg
- ab 1821: Großherzogtum Hessen, Provinz Starkenburg, Landratsbezirk Bensheim[Anm. 4]
- ab 1832: Großherzogtum Hessen, Provinz Starkenburg, Kreis Bensheim
- ab 1848: Großherzogtum Hessen, Regierungsbezirk Heppenheim
- ab 1852: Großherzogtum Hessen, Provinz Starkenburg, Kreis Bensheim
- ab 1871: Deutsches Reich,[Anm. 5] Großherzogtum Hessen, Provinz Starkenburg, Kreis Bensheim
- ab 1918: Deutsches Reich, Volksstaat Hessen,[Anm. 6] Provinz Starkenburg, Kreis Bensheim
- ab 1938: Deutsches Reich, Volksstaat Hessen, Landkreis Bergstraße[21][Anm. 7]
- ab 1945: Amerikanische Besatzungszone,[Anm. 8] Groß-Hessen, Regierungsbezirk Darmstadt, Landkreis Bergstraße
- ab 1946: Amerikanische Besatzungszone, Hessen, Regierungsbezirk Darmstadt, Landkreis Bergstraße
- ab 1949: Bundesrepublik Deutschland, Hessen, Regierungsbezirk Darmstadt, Landkreis Bergstraße

## Bevölkerung

### Einwohnerstruktur 2011
Nach den Erhebungen des Zensus 2011 lebten am Stichtag, dem 9. Mai 2011, in Zwingenberg 6624 Einwohner. Darunter waren 464 (7,0 %) Ausländer, von denen 266 aus dem EU-Ausland, 99 aus anderen europäischen Ländern und 99 aus anderen Staaten kamen. (Bis zum Jahr 2020 erhöhte sich die Ausländerquote auf 10,5 %.) Nach dem Lebensalter waren 1190 Einwohner unter 18 Jahren, 2814 zwischen 18 und 49, 1484 zwischen 50 und 64 und 1140 Einwohner waren älter. Die Einwohner lebten in 2935 Haushalten. Davon waren 852 Singlehaushalte, 831 Paare ohne Kinder und 936 Paare mit Kindern, sowie 245 Alleinerziehende und 71 Wohngemeinschaften. In 500 Haushalten lebten ausschließlich Senioren und in 2082 Haushaltungen lebten keine Senioren.

### Einwohnerentwicklung
| Jahr                 | 1500 | 1622 | 1641 | 1669 | 1710 | 1755 | 1801 | 1806 | 1858 | 1861 | 1885 | 1900 | 1910 | 1920 | 1946 | 1956 | 1961 | 1970 |
| -------------------- | ---- | ---- | ---- | ---- | ---- | ---- | ---- | ---- | ---- | ---- | ---- | ---- | ---- | ---- | ---- | ---- | ---- | ---- |
| Einwohner ohne Rodau | 450  | 600  | 150  | 500  | 650  | 700  | 1052 | 1198 | 1616 | 1531 | 1515 | 1638 | 1910 | 2100 | 3148 | 3393 | 3393 | 4100 |

| Jahr                 | 1961 | 1970 | 1979 | 1980 | 1990 | 1995 | 2000 | 2004 | 2005 | 2007 | 2011 | 2014 |
| -------------------- | ---- | ---- | ---- | ---- | ---- | ---- | ---- | ---- | ---- | ---- | ---- | ---- |
| Einwohner mit Rodau0 | 3704 | 4457 | 5030 | 5150 | 6076 | 6493 | 6777 | 6972 | 6963 | 6814 | 6654 | 6763 |

| • 1629: | 0137 Hausgesesse           |
| • 1806: | 1198 Einwohner, 183 Häuser |
| • 1829: | 1445 Einwohner, 191 Häuser |
| • 1867: | 1508 Einwohner, 239 Häuser |

| Zwingenberg: Einwohnerzahlen von 1791 bis 2020 | Zwingenberg: Einwohnerzahlen von 1791 bis 2020 | Zwingenberg: Einwohnerzahlen von 1791 bis 2020 | Zwingenberg: Einwohnerzahlen von 1791 bis 2020 | Zwingenberg: Einwohnerzahlen von 1791 bis 2020 |
| --- | ---------------------------------------------- | ---------------------------------------------- | ---------------------------------------------- | ---------------------------------------------- |
| Jahr |                                                |                                                |                                                | Einwohner                                      |
| 1791 | 1791                                           |                                                | 976                                            | 976                                            |
| 1800 | 1800                                           |                                                | 1.044                                          | 1.044                                          |
| 1806 | 1806                                           |                                                | 1.198                                          | 1.198                                          |
| 1829 | 1829                                           |                                                | 1.445                                          | 1.445                                          |
| 1834 | 1834                                           |                                                | 1.342                                          | 1.342                                          |
| 1840 | 1840                                           |                                                | 1.495                                          | 1.495                                          |
| 1846 | 1846                                           |                                                | 1.526                                          | 1.526                                          |
| 1852 | 1852                                           |                                                | 1.641                                          | 1.641                                          |
| 1858 | 1858                                           |                                                | 1.616                                          | 1.616                                          |
| 1864 | 1864                                           |                                                | 1.483                                          | 1.483                                          |
| 1871 | 1871                                           |                                                | 1.430                                          | 1.430                                          |
| 1875 | 1875                                           |                                                | 1.456                                          | 1.456                                          |
| 1885 | 1885                                           |                                                | 1.515                                          | 1.515                                          |
| 1895 | 1895                                           |                                                | 1.589                                          | 1.589                                          |
| 1905 | 1905                                           |                                                | 1.816                                          | 1.816                                          |
| 1910 | 1910                                           |                                                | 1.786                                          | 1.786                                          |
| 1925 | 1925                                           |                                                | 2.023                                          | 2.023                                          |
| 1939 | 1939                                           |                                                | 2.246                                          | 2.246                                          |
| 1946 | 1946                                           |                                                | 3.148                                          | 3.148                                          |
| 1950 | 1950                                           |                                                | 3.322                                          | 3.322                                          |
| 1956 | 1956                                           |                                                | 3.372                                          | 3.372                                          |
| 1961 | 1961                                           |                                                | 3.393                                          | 3.393                                          |
| 1967 | 1967                                           |                                                | 3.946                                          | 3.946                                          |
| 1970 | 1970                                           |                                                | 4.100                                          | 4.100                                          |
| 1972 | 1972                                           |                                                | 4.594                                          | 4.594                                          |
| 1975 | 1975                                           |                                                | 4.751                                          | 4.751                                          |
| 1980 | 1980                                           |                                                | 5.065                                          | 5.065                                          |
| 1985 | 1985                                           |                                                | 5.523                                          | 5.523                                          |
| 1990 | 1990                                           |                                                | 6.076                                          | 6.076                                          |
| 1995 | 1995                                           |                                                | 6.493                                          | 6.493                                          |
| 2000 | 2000                                           |                                                | 6.777                                          | 6.777                                          |
| 2005 | 2005                                           |                                                | 6.963                                          | 6.963                                          |
| 2010 | 2010                                           |                                                | 6.731                                          | 6.731                                          |
| 2011 | 2011                                           |                                                | 6.624                                          | 6.624                                          |
| 2015 | 2015                                           |                                                | 6.928                                          | 6.928                                          |
| 2020 | 2020                                           |                                                | 7.291                                          | 7.291                                          |
| Datenquelle: Historisches Gemeindeverzeichnis für Hessen: Die Bevölkerung der Gemeinden 1834 bis 1967. Wiesbaden: Hessisches Statistisches Landesamt, 1968. Weitere Quellen: LAGIS; 1791; 1800; 1972; ab 1975 Hessisches Statistisches Informationssystem; Zensus 2011 Ab 1972 einschließlich der im Zuge der Gebietsreform in Hessen eingegliederten Orte. |                                                |                                                |                                                |                                                |

### Religionszugehörigkeit
| • 1829: | 1387 lutheranische (= 958,99 %), 5 mennonitische (= 0,35 %), 39 jüdische (= 2,70 %) und 14 katholische (= 0,97 %) Einwohner |
| • 1961: | 2528 evangelische (= 74,51 %), 733 katholische (= 21,60 %) Einwohner                                                        |
| • 1987: | 3424 evangelische (= 62,0 %), 1335 katholische (= 24,1 %), 771 sonstige (= 13,9 %) Einwohner                                |
| • 2011: | 2967 evangelische (= 44,8 %), 1409 katholische (= 21,3 %), 2248 sonstige (= 33,9 %) Einwohner                               |

### Erwerbstätigkeit
Die Gemeinde im Vergleich mit Landkreis, Regierungsbezirk Darmstadt und Hessen:
|                                                   | Jahr | Gemeinde | Landkreis | Regierungsbezirk | Hessen    |
| ------------------------------------------------- | ---- | -------- | --------- | ---------------- | --------- |
| Sozialversicherungspflichtig Beschäftigte         | 2017 | 1432     | 72.939    | 1.695.567        | 2.524.156 |
| Veränderung zu                                    | 2000 | +78,6 %  | +17,1 %   | +16,1 %          | +16,0 %   |
| davon Vollzeit                                    | 2017 | 65,5 %   | 70,8 %    | 72,8 %           | 71,8 %    |
| davon Teilzeit                                    | 2017 | 34,5 %   | 29,2 %    | 27,2 %           | 28,2 %    |
| Ausschließlich geringfügig entlohnte Beschäftigte | 2017 | 300      | 15.613    | 224.267          | 372.991   |
| Veränderung zu                                    | 2000 | +29,3 %  | −4,3 %    | +9,0 %           | +8,8 %    |

| Branche                         | Jahr | Gemeinde | Landkreis | Regierungsbezirk | Hessen |
| ------------------------------- | ---- | -------- | --------- | ---------------- | ------ |
| Produzierendes Gewerbe          | 2000 | 29,1 %   | 39,6 %    | 27,0 %           | 30,6 % |
|                                 | 2017 | *)       | 32,1 %    | 20,4 %           | 24,3 % |
| Handel, Gastgewerbe und Verkehr | 2000 | 27,7 %   | 25,1 %    | 26,4 %           | 25,1 % |
|                                 | 2017 | 31,2 %   | 25,8 %    | 24,7 %           | 23,8 % |
| Unternehmensdienstleistungen    | 2000 | 16,1 %   | 11,6 %    | 25,1 %           | 20,2 % |
|                                 | 2017 | 14,0 %   | 15,5 %    | 31,6 %           | 26,1 % |
| Sonstige Dienstleistungen       | 2000 | 26,2 %   | 22,0 %    | 20,1 %           | 22,5 % |
|                                 | 2017 | 28,4 %   | 25,3 %    | 23,0 %           | 25,4 % |
| Sonstiges (bzw. ohne Zuordnung) | 2000 | 01,0 %   | 01,7 %    | 01,4 %           | 01,5 % |
|                                 | 2017 | 01,2 %   | 26,5 %    | 00,3 %           | 00,4 % |

*) anonymisiert

## Politik

### Stadtverordnetenversammlung
Die Kommunalwahl am 14. März 2021 lieferte folgendes Ergebnis, in Vergleich gesetzt zu früheren Kommunalwahlen:
| Sitzverteilung in der Stadtverordnetenversammlung 2021Insgesamt 31 Sitze - SPD: 5 - GUD: 9 - FDP: 6 - CDU: 11 | Parteien und Wählergemeinschaften | Parteien und Wählergemeinschaften            | % 2021 | Sitze 2021 | % 2016 | Sitze 2016 | % 2011 | Sitze 2011 | % 2006 | Sitze 2006 | % 2001 | Sitze 2001 |
| Sitzverteilung in der Stadtverordnetenversammlung 2021Insgesamt 31 Sitze - SPD: 5 - GUD: 9 - FDP: 6 - CDU: 11 | CDU                               | Christlich Demokratische Union Deutschlands  | 35,9   | 11         | 39,5   | 12         | 37,4   | 12         | 34,0   | 10         | 30,2   | 9          |
| Sitzverteilung in der Stadtverordnetenversammlung 2021Insgesamt 31 Sitze - SPD: 5 - GUD: 9 - FDP: 6 - CDU: 11 | SPD                               | Sozialdemokratische Partei Deutschlands      | 17,6   | 5          | 19,8   | 6          | 26,0   | 8          | 28,4   | 9          | 37,1   | 12         |
| Sitzverteilung in der Stadtverordnetenversammlung 2021Insgesamt 31 Sitze - SPD: 5 - GUD: 9 - FDP: 6 - CDU: 11 | GUD                               | Gemeinschaft für Umweltschutz und Demokratie | 28,7   | 9          | 20,4   | 7          | 24,3   | 8          | 18,9   | 6          | 17,1   | 5          |
| Sitzverteilung in der Stadtverordnetenversammlung 2021Insgesamt 31 Sitze - SPD: 5 - GUD: 9 - FDP: 6 - CDU: 11 | FDP                               | Freie Demokratische Partei                   | 17,8   | 6          | 20,3   | 6          | 10,7   | 3          | 14,9   | 5          | 12,6   | 4          |
| Sitzverteilung in der Stadtverordnetenversammlung 2021Insgesamt 31 Sitze - SPD: 5 - GUD: 9 - FDP: 6 - CDU: 11 | FWZ                               | Freie Wähler Zwingenberg                     | —      | —          | —      | —          | 1,6    | 0          | 3,8    | 1          | 2,9    | 1          |
| Sitzverteilung in der Stadtverordnetenversammlung 2021Insgesamt 31 Sitze - SPD: 5 - GUD: 9 - FDP: 6 - CDU: 11 | gesamt                            | gesamt                                       | 100,0  | 31         | 100,0  | 31         | 100,0  | 31         | 100,0  | 31         | 100,0  | 31         |
| Sitzverteilung in der Stadtverordnetenversammlung 2021Insgesamt 31 Sitze - SPD: 5 - GUD: 9 - FDP: 6 - CDU: 11 | Wahlbeteiligung in %              | Wahlbeteiligung in %                         | 57,9   | 57,9       | 56,4   | 56,4       | 59,1   | 59,1       | 54,1   | 54,1       | 61,4   | 61,4       |

### Bürgermeister
Nach der hessischen Kommunalverfassung wird der Bürgermeister für eine sechsjährige Amtszeit gewählt, seit dem Jahr 1993 in einer Direktwahl, und ist Vorsitzender des Magistrats, dem in der Stadt Zwingenberg neben dem Bürgermeister ehrenamtlich ein Erster Stadtrat und fünf weitere Stadträte angehören. Bürgermeister ist seit dem 1. April 2025 Sebastian Clever (CDU). Der Amtsvorgänger Holger Habich wechselte in seiner dritten Amtszeit am 1. Dezember 2024 als Amtsleiter des Ordnungsamtes zur Stadt Frankfurt am Main. Als Vakanzvertreterin leitete Erste Stadträtin Karin Rettig (FDP) die Stadtverwaltung kommissarisch und die Wahl eines neuen Bürgermeisters musste vorgezogen werden. Sebastian Clever erhielt am 23. Februar 2025 im ersten Wahlgang bei 83,4 Prozent Wahlbeteiligung 54,9 Prozent der Stimmen.
Amtszeiten der Bürgermeister
- 2025–2031 Sebastian Clever (CDU)[39]
- 2007–2024 Holger Habich (FDP)[40]
- 2001–2007 Dieter Kullak
- 1983–2001 Kurt Knapp[43]

### Ortsbezirke
Folgende Ortsbezirke mit Ortsbeirat und Ortsvorsteher nach der Hessischen Gemeindeordnung gibt es im Gemeindegebiet:
- Ortsbezirk Rodau (Gebiete der ehemaligen Gemeinde Rodau). Der Ortsbeirat besteht aus sieben Mitgliedern.

### Wappen
Blasonierung: „In geteiltem Schild oben in Gold ein roter wachsender, blau bewehrter und bezungter Löwe, unten in Blau drei silberne Seeblätter.“
Das heutige Wappen wurde der Stadt am 22. März 1963 durch den Hessischen Innenminister genehmigt. In seiner heutigen Form wurde es durch den Bad Nauheimer Heraldiker Heinz Ritt gestaltet.
Schon Siegel von 1350 zeigen das heutige Wappenbild. Der Löwe stammt aus dem Wappen der Grafen von Katzenelnbogen, die vor ihrem Aussterben Ortsherren von Zwingenberg waren. Die Bedeutung der Seeblätter ist nicht ganz klar. Vermutet wird jedoch, dass sie ein Symbol für das versumpfte Neckarbett nahe der Stadt sind. Früher wurden sie auch häufig als Herzen interpretiert.
Die Tingierung des Wappens wechselten bis zur letzten Festlegung 1963 häufig.
Das Zwingenberger Wappen gehört zur Familie der Katzenelnbogener Städtewappen, die oben den Katzenelnbogener Löwen und unten ein lokales Zeichen zeigen. Zu dieser Familie zählen auch die Wappen von Darmstadt, Pfungstadt, St. Goar und St. Goarshausen.
Eine amtliche Flagge wurde der Stadt bisher noch nicht genehmigt. Lokal wird jedoch eine rot-weiße Flagge, belegt mit dem Wappen, verwendet.

### Städtepartnerschaften
Zwingenberg unterhält Städtepartnerschaften mit dem französischen Pierrefonds im Département Oise (seit 1968), mit dem italienischen Brisighella in der Region Emilia-Romagna, mit dem englischen Tetbury in Gloucestershire (seit 1981) sowie mit dem in Sachsen-Anhalt liegenden Eckartsberga.

## Kultur und Sehenswürdigkeiten

### Bauwerke
Kulturdenkmäler
Übersicht

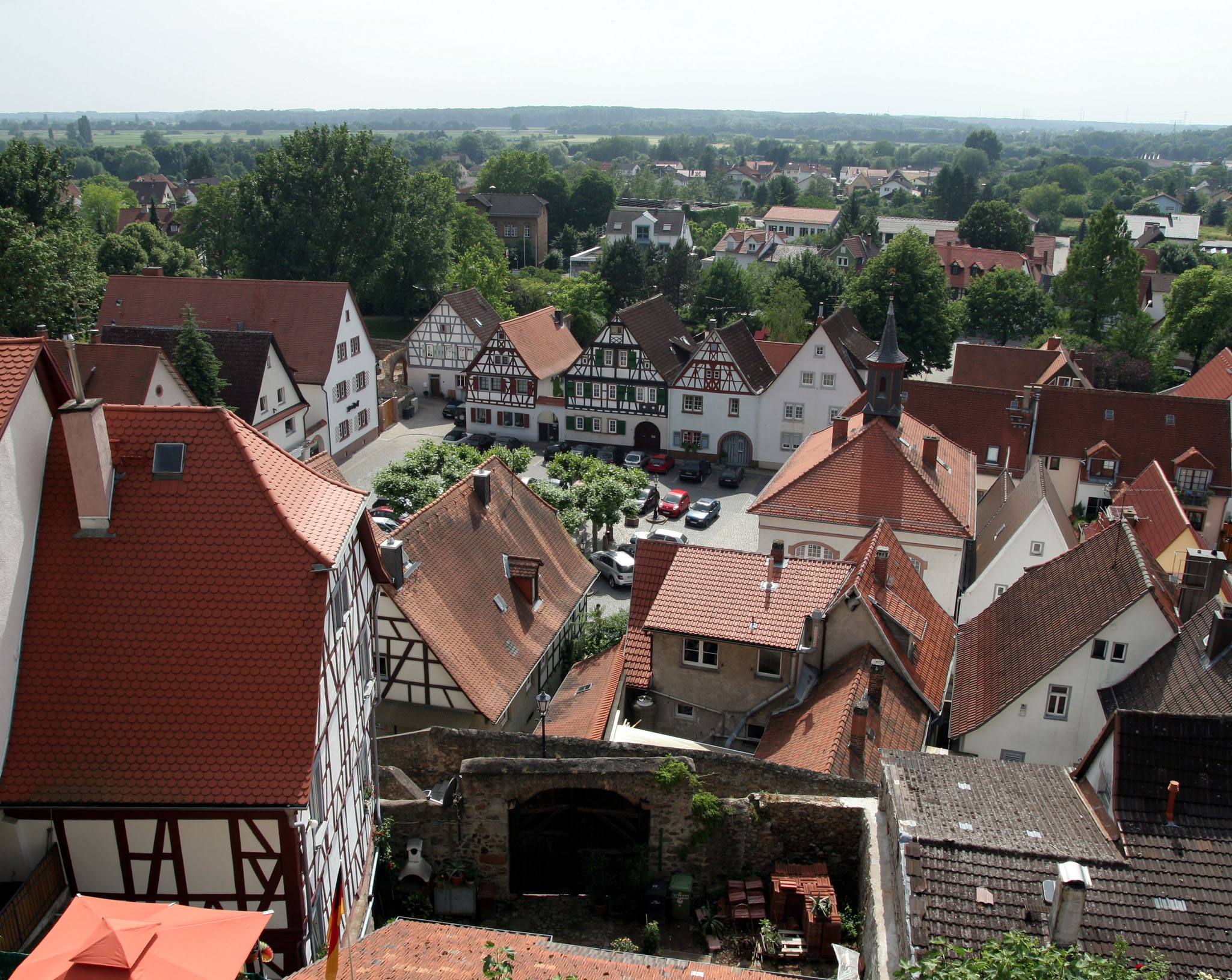
Zwingenberger Altstadt mit Marktplatz

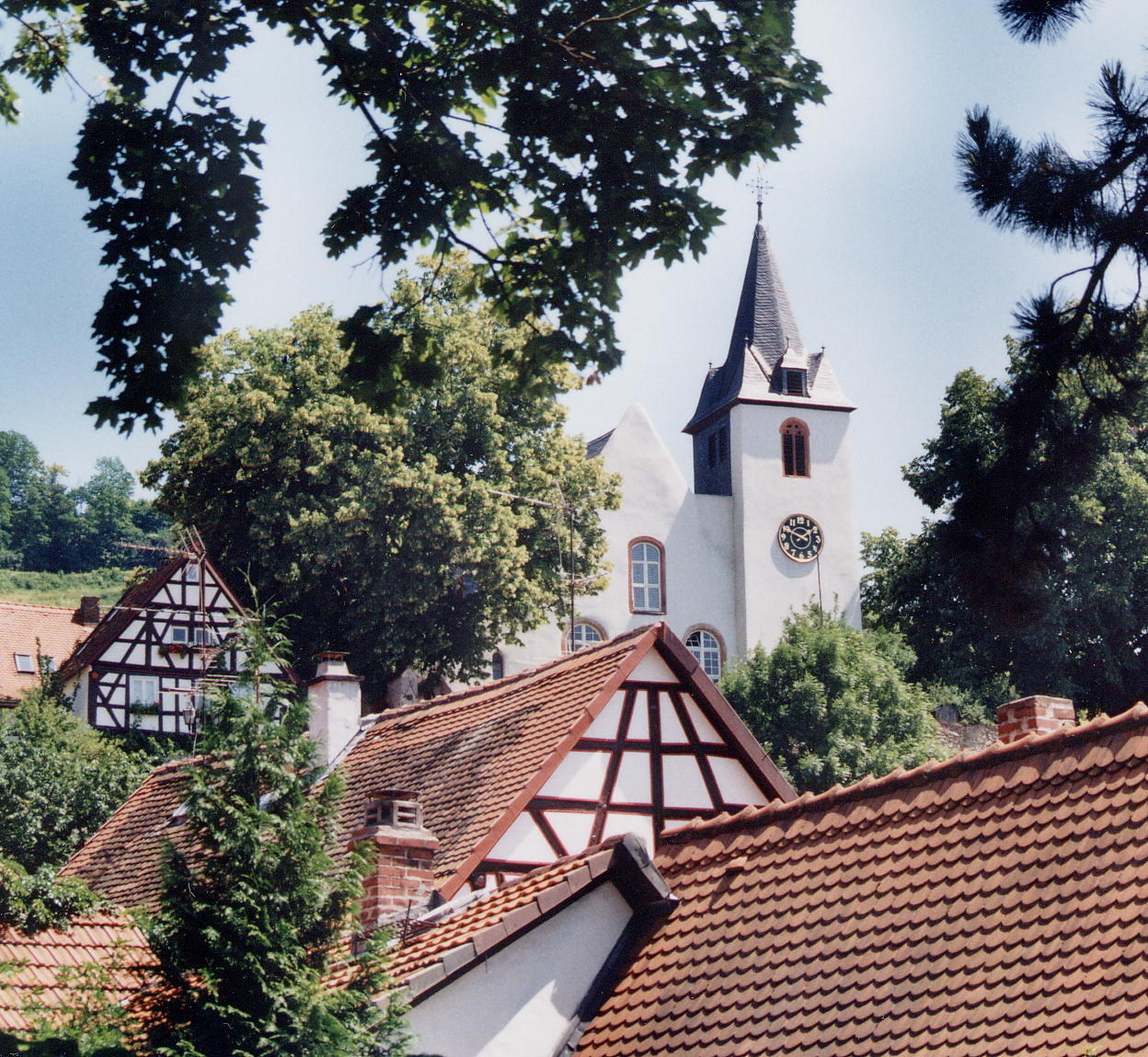
Bergkirche Zwingenberg

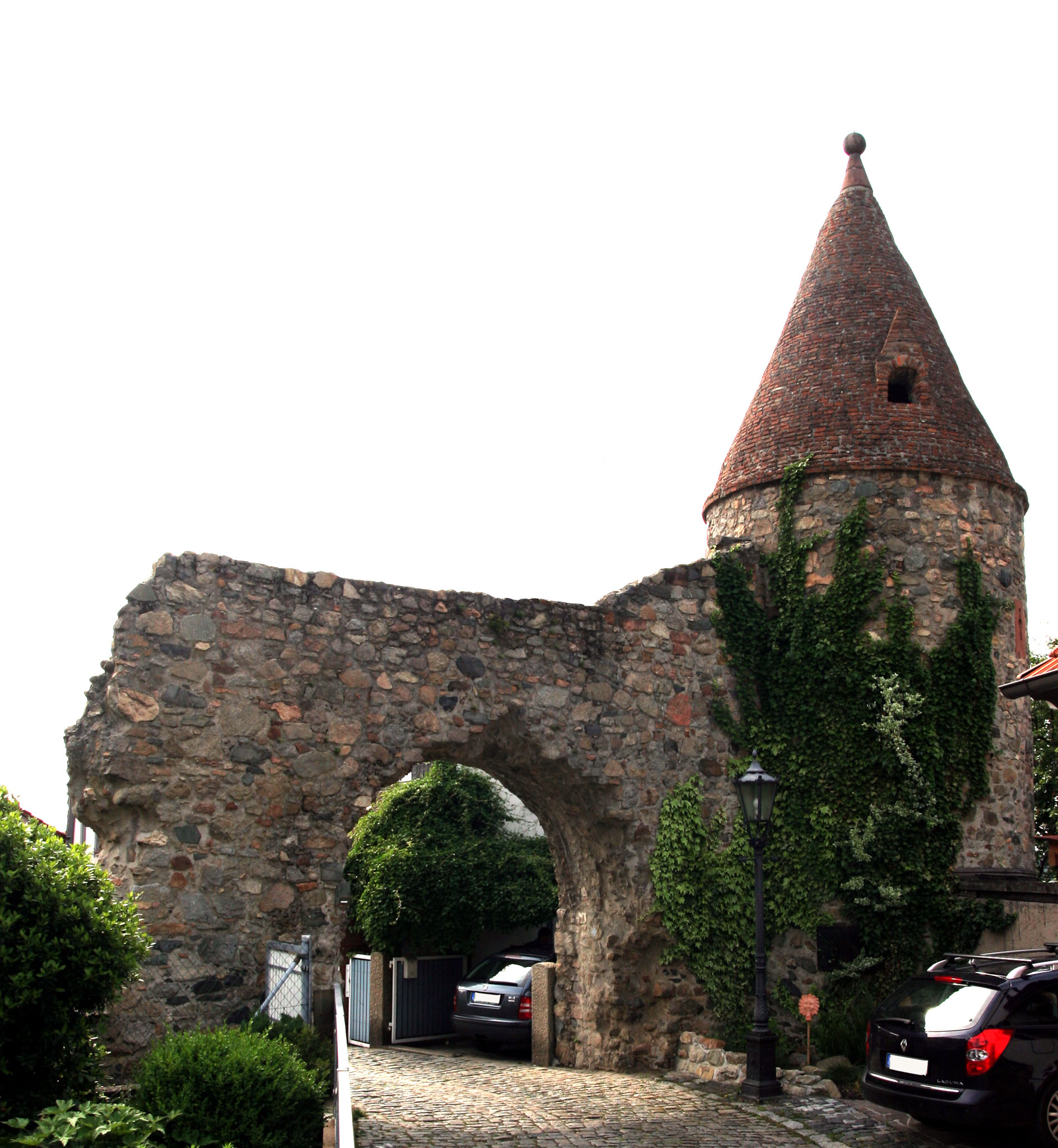
Aul

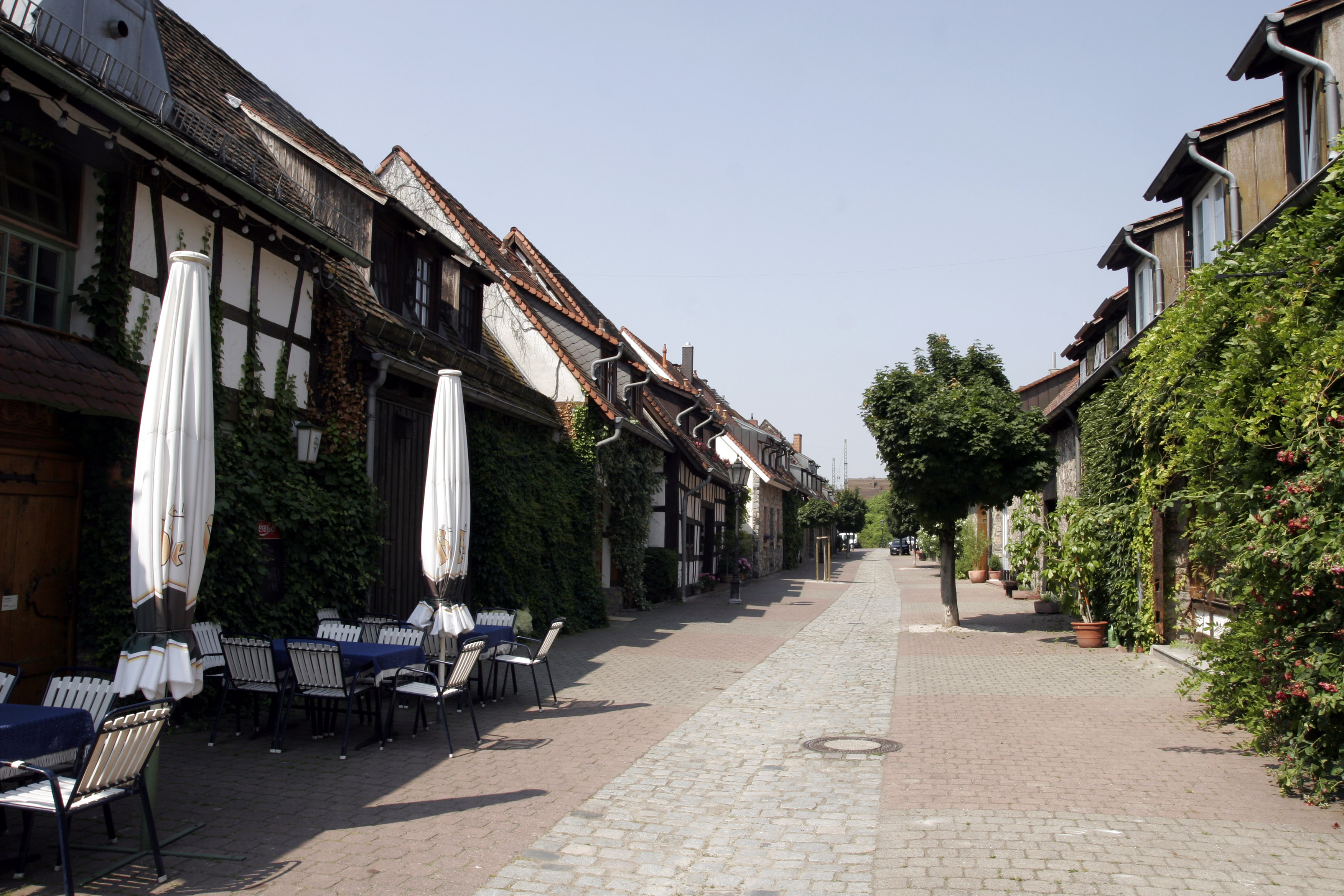
Fachwerkhäuser in der Scheuergasse

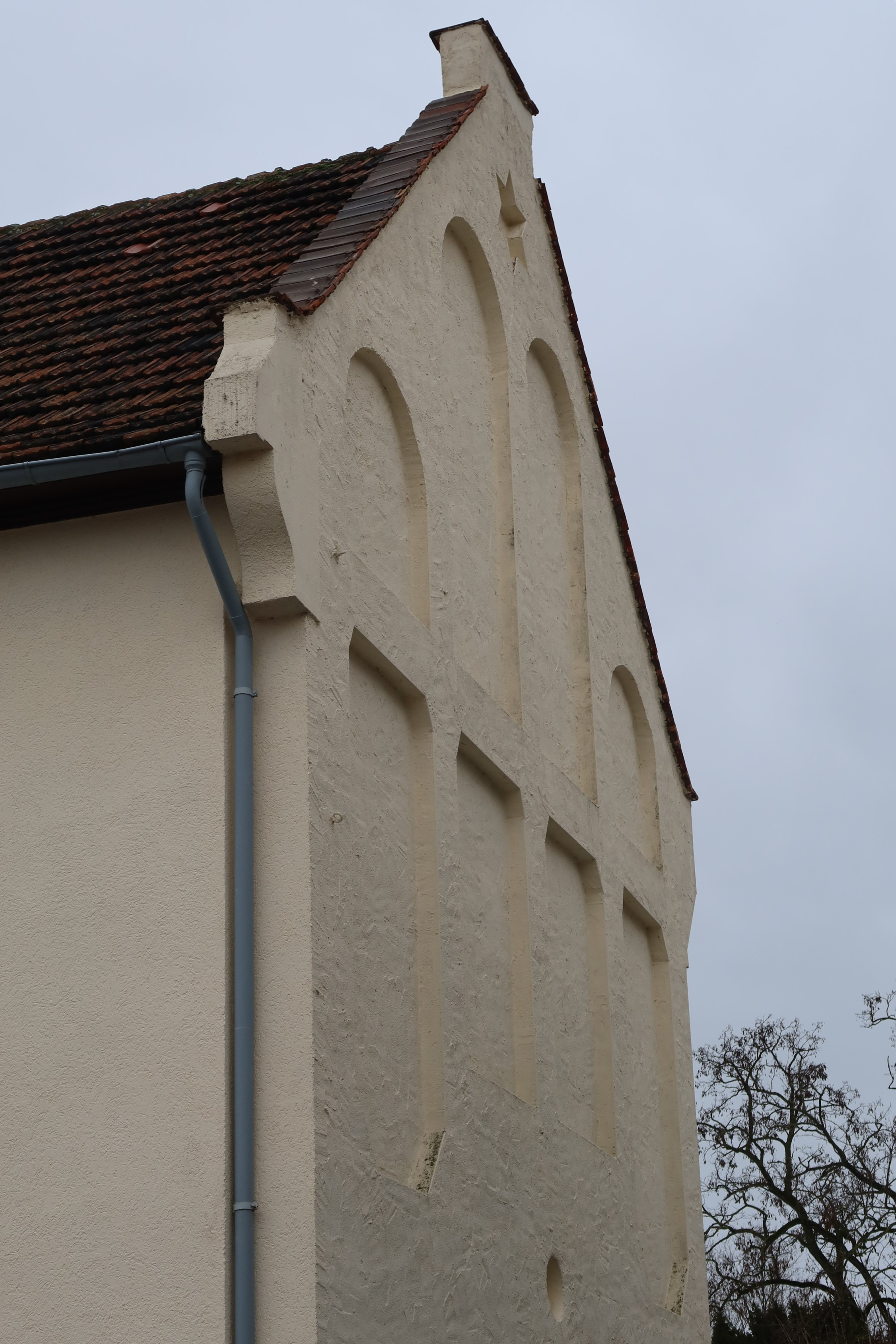
Ehemalige Synagoge

Zwingenberg liegt am Rande des Odenwaldes auf Höhe des Melibokus in einer relativ steilen Hanglage. Die den Ortskern umgebende Stadtmauer ist zum großen Teil heute noch sichtbar. Die Obergasse ist das alte getwinc, die Passstraße, die durch das Unter- und Obertor der Stadt führte. Der Straßenzug wurde nach dem Brand von 1693 nur geringfügig geändert und zeigt im Wesentlichen die ursprüngliche Anlage der alten Bergstraße. Der neue Pass war bis in das 15. Jahrhundert hinein noch Sumpfgelände, denn ein Stück weiter liegt das alte Neckarbett. Hier führt heute die B3 entlang der historischen Stadtmauer durch den Ort. Zwischen Schlösschen und Neugasse bilden die Reste der Stadtmauer die Rückfront der Häuser und Scheunen der Untergasse. Zwingenberg hat, einschließlich des Stadtteils Rodau, 81 unter Denkmalschutz stehende Kulturdenkmäler.
Oberhalb von Zwingenberg ist der westliche Einstieg zum Nibelungensteig, einem 130 Kilometer langen, zertifizierten Fernwanderweg, der den Odenwald von Westen nach Osten komplett durchzieht.
Der Ort hat eine touristisch attraktive Altstadt mit baulich und historisch sehr interessanten Fachwerkhäusern, einer Bergkirche und einem ehemaligen Burgsitz, der 1420 als Burglehen von Johann von Katzenelnbogen an Hans von Wallbrunn den Älteren verliehen wurde.
Gebäudebeschreibungen
- An der höchsten Stelle Zwingenbergs liegt die heutige Jugendherberge, eine ehemalige Zehntscheune, die auf den Fundamenten einer Bastion errichtet wurde. Von den runden Ecktürmen der oberen Stadtmauer ist nur die Aul erhalten. Es ist der Nordostturm, ein zweigeschossiger Turm aus unverputztem Bruchsteinmauerwerk.
- Die Reste der Wasserburg Zwingenberg dürften nach dem Burgstall der Oberen Burg wohl das älteste Bauwerk Zwingenbergs sein. Von dieser ausgehend wurde um 1250 die befestigte Stadtanlage geschaffen. Der neue Marktplatz entstand zu Beginn des 17. Jahrhunderts nordöstlich der ehemaligen Wasserburg und dem sie umgebenden Burggraben am südwestlichen Ende der heute noch in Resten erhaltenen Stadtmauer.
- Das alte Amtsgericht wurde 1561–1563 von Philipp dem Großmütigen aus dem Haus Hessen errichtet und 1989 saniert. Es diente ursprünglich den hessischen Landgrafen als Jagdschloss.
- Das Schlösschen, um das Jahr 1520 errichtet, dient der Stadt seit 1969 als Rathaus. Nebenan liegt das ehemalige Gasthaus „Zum Löwen“. Es wurde 1595 errichtet und ist das älteste noch vorhandene Bauwerk außerhalb der alten Stadtmauer. Gegenüber dem Löwen liegt die Scheuergasse, die von zwei Reihen traufständiger Scheunen gebildet wird. Diese wurden wegen der Brandgefahr außerhalb der Stadtmauer angelegt und werden heute überwiegend als Wohnungen, Büros und Gaststätten genutzt.
- Der Gewölbekeller der „Alten Apotheke“, die am Marktplatz liegt, scheint aus der Zeit zu stammen, als die Stadtmauer errichtet wurde. Später war die „Alte Apotheke“ als „großherzogliche Apotheke von Katzenellenbogen“ bekannt, die 1783 erbaut wurde.
- Die ehemalige Zwingenberger Synagoge mit Betsaal, Schulstube und zwei Wohnungen wurde 1903 errichtet. Die Synagoge war Nachfolger der ab 1861 genutzten kleineren Synagoge im alten Stadtkern (Am großen Berg 2). In der Pogromnacht 1938 wurde das Gebäude nicht niedergebrannt, da der kurz zuvor verstorbene Sohn der „Schawwesgoi“, der nichtjüdischen Arbeitshilfe für den Sabbat, in der Wohnung seiner Mutter aufgebahrt war. Inschriften und Embleme an der Fassade wurden allerdings in der Folgezeit zerstört. 1945 verkauft, ist es seither ein Wohnhaus.[48]

### Theater
Im Gewölbekeller des ehemaligen Amtsgerichtes befindet sich das Theater Mobile, das Eigenproduktionen und Gastspiele vorwiegend aus den Sparten Musik, Lesung, Kindertheater, Tanz und Kabarett anbietet.

### Museen
Das Heimatmuseum in der historischen Scheuergasse zeigt altes Handwerk und historisch eingerichtete Räume.
Im Juni 2005 wurde das Informationszentrum „Blüten, Stein & Wein“ des UNESCO-Geoparks Bergstraße-Odenwald im Bürgerzentrum „Bunter Löwe“ eröffnet. Das Informationszentrum, das am Wochenende und nach Anmeldung geöffnet ist, beherbergt auch die Touristinformation.

### Regelmäßige Veranstaltungen
- Weinlagenwanderung (1. Mai)
- Zwingenberger Weinfest mit Bauern- und Handwerkermarkt (am Pfingstwochenende auf dem historischen Marktplatz im Herzen der Altstadt)

### Wein und kulinarische Spezialitäten
Zwingenberg ist Teil des kleinen Weinbaugebietes Hessische Bergstraße. An den Hängen des Melibokus liegen in der Großlage Auerbacher Rott, die Lagen Zwingenberger Steingeröll und Zwingenberger Alte Burg. Nördlich schließt sich die Lage Alsbacher Schöntal an. Spargel- und Erdbeeranbau prägen das flachere Umfeld Richtung Rodau hin. Typisch für Zwingenberg sind daher ein kräftiger trockener Riesling und zarte Spargelgerichte.

### Natur und Schutzgebiete
In der Gemarkung von Zwingenberg stehen große Waldgebiete als Natura2000-Gebiet „Kniebrecht, Melibocus und Orbishöhe bei Seeheim-Jugenheim, Alsbach und Zwingenberg“ unter Schutz (FFH-Gebiet 6217-305).

## Wirtschaft und Infrastruktur

### Flächennutzung
Das Gemeindegebiet umfasst eine Gesamtfläche von 566 Hektar, davon entfallen in ha auf:
| Nutzungsart             | Nutzungsart             | 2011 | 2015 |
| ----------------------- | ----------------------- | ---- | ---- |
| Gebäude- und Freifläche | Gebäude- und Freifläche | 130  | 134  |
| davon                   | Wohnen                  | 97   | 101  |
|                         | Gewerbe                 | 7    | 7    |
| Betriebsfläche          | Betriebsfläche          | 5    | 5    |
| davon                   | Abbauland               | 1    | 1    |
| Erholungsfläche         | Erholungsfläche         | 9    | 9    |
| davon                   | Grünanlage              | 3    | 3    |
| Verkehrsfläche          | Verkehrsfläche          | 73   | 74   |
| Landwirtschaftsfläche   | Landwirtschaftsfläche   | 315  | 311  |
| davon                   | Moor                    | 0    | 0    |
|                         | Heide                   | 0    | 0    |
| Waldfläche              | Waldfläche              | 12   | 12   |
| Wasserfläche            | Wasserfläche            | 15   | 15   |
| Sonstige Nutzung        | Sonstige Nutzung        | 6    | 6    |

### Wirtschaftsstruktur
Ehemals vorwiegend von Landwirtschaft und Weinbau sowie Gastronomie geprägt, finden sich mittlerweile neben zahlreichen Gewerbebetrieben auch eine Reihe kleinerer und mittlerer Technologieunternehmen.

### Ansässige Unternehmen
- BRAIN Biotechnology Research and Information Network AG (Bio- und Gentechnologieforschung)
- Pharmacontrol Electronic GmbH (Pharmazeutische Verpackungskontrolle)
- Preussag Wasser und Rohrtechnik GmbH (Niederlassung Umwelttechnik)
- PWT Wasser- und Abwassertechnik GmbH
- RESINEX Germany GmbH (Distribution von Kunststoffgranulaten)
- SurTec Deutschland GmbH (Chemische Produkte und Verfahren für die Oberflächentechnik)
- Bormuth Art & Consulting (Film- und Werbeagentur)

### Verkehr

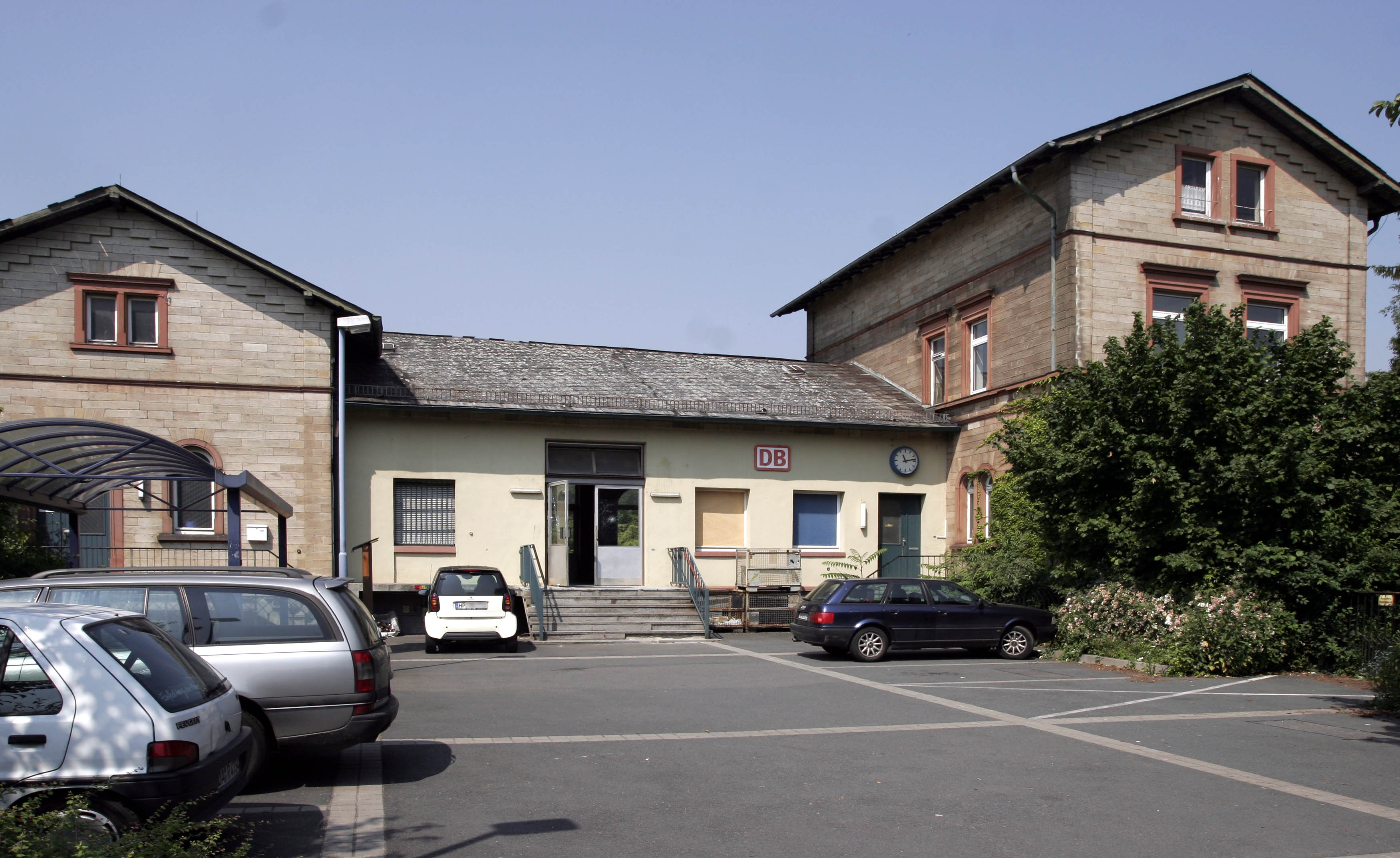
Zwingenberger Bahnhof

Zwingenberg ist über die Abfahrt (29) an die A 5 Frankfurt-Basel angebunden, an der A 67 ist bei der Abfahrt Gernsheim (8) ebenfalls Zwingenberg ausgeschildert. Der Frankfurter Flughafen ist 45 km, der Binnenhafen Gernsheim am Rhein 12 km entfernt.
Parallel zum Odenwald verläuft hier auch die Bergstraße B 3, welche sich in Zwingenberg in die neue und alte Bergstraße unterteilt, die sich dann bei Darmstadt-Eberstadt wieder vereinen.
Die als „Berliner Ring“ bezeichnete, ursprünglich geplante Entlastungsstraße zur B 3 ist in Ansätzen vorhanden. Die parallel zur B 3 verlaufende Straße kommt aus Bensheim und wird in Zwingenberg auf die B 3 zurückgeführt. Ursprüngliche Pläne, die bisherige (sehr niedrige, etwa 2,95 m) Eisenbahnquerung durch eine weiter nördlich geführte Brücke zu entlasten, scheiterten an Protesten der Anwohner und an der Nachbargemeinde, über deren Gebiet Teile der Straße führen sollten.
Die Bahnstrecke Frankfurt am Main–Heidelberg führt durch Zwingenberg. Der Bahnhof Zwingenberg (Bergstraße) wird von Regionalbahnen stündlich bedient. Hinzu kommen einzelne Verstärkerzüge im Berufsverkehr.
Moderne Gelenkbusse der Buslinie 669, die von der Darmstädter HEAG mobilo betrieben wird, verkehren zwischen Alsbach (Straßenbahn-Endhaltestelle), Zwingenberg, Bensheim und Heppenheim.
Die Hessische Radfernweg R8 und der Radweg Bergstraße führen durch die Stadt.

### Freizeit- und Sportanlagen
Zwingenberg verfügt über ein Sportgelände mit Kunstrasenplatz und kompletter Leichtathletikanlage und Bolzplatz. Außerdem gibt es mehrere Tennisplätze und zwei Sporthallen.
Rodau besitzt ebenfalls einen Rasenplatz.
Bis 2015 ist eine Neuerrichtung eines modernen Sportparks geplant, in dem alle ortsansässigen Sportarten vertreten sind.

## Persönlichkeiten

### Ehrenbürger
- Pfarrer Adam Höfle (1900–1999), erster Ehrenbürger der Stadt
- Wolfgang Becker (1934–2020), Kommunalpolitiker (FDP)

### Söhne und Töchter der Stadt

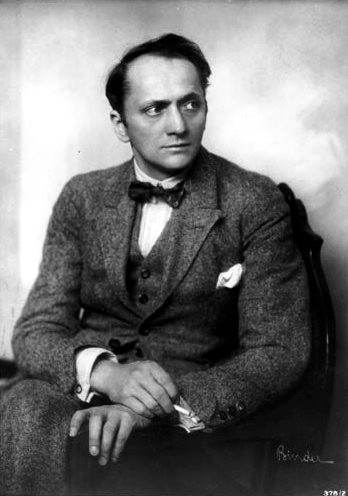
Theodor Loos etwa 1920

- Georg Gottlieb Schmidt (1768–1837), Professor für Mathematik und Physik an der Universität Gießen
- Georg Dieffenbach (1787–1848), Löwenwirt und liberaler Landtagsabgeordneter
- Graf Maximilian zu Erbach-Schönberg (1787–1823), Offizier, preußischer Rittmeister, Standesherr und Politiker
- Graf Emil von Erbach-Schönberg (1789–1828), Offizier und Kaiserlich Österreichischer Kämmerer
- Graf Gustav von Erbach-Schönberg (1791–1813), Offizier unter Napoleon und Träger des Kreuzes der Ehrenlegion
- Graf Ludewig III. zu Erbach-Schönberg (1792–1863), Offizier, Generalleutnant, Standesherr und Politiker
- Johann Beppler (1876–1940), Beigeordneter und Mitglied des Provinziallandtages der Provinz Hessen-Nassau
- Karl Wilhelm Dahl (1869–1942), Landschaftsmaler
- Theodor Loos (1883–1954), Schauspieler
- Botho Jung (1927–2014), Hörfunk- und Fernsehmoderator

### Persönlichkeiten, die mit der Stadt in Verbindung stehen
- Heinrich von Gagern (1799–1880), Politiker, im Vorparlament der Frankfurter Paulskirche für den Wahlkreis Zwingenberg.
- Wilhelm Büchner (1816–1892), Apotheker, Chemiker und Politiker, in Zwingenberg Lehrling in der Apotheke am Marktplatz.
- Arthur Sauer (Chemiker), trat 1897 in die vom Wormser Apotheker Rudolf Pizzala gegründete pharmazeutische Fabrik Deutsche Milchwerke ein und übernahm das Unternehmen 1898. Hieraus wurden die späteren Fissan-Werke (1924). 1934 hatte das Unternehmen bereits 160 Arbeiter und Angestellte, sowie 50 kaufmännische Beschäftigte. Arthur Sauer starb am 29. November 1946, sein Fahrzeug steht heute im Technikmuseum Speyer.
- Fritz Graßhoff (1913–1997), war Zeichner, Maler, Schriftsteller und Schlagertexter. Er lebte von 1967 bis 1983 in Zwingenberg.
- Henry Kissinger (1923–2023), der als Verbindungsoffizier zur Spionageabwehr in Bensheim tätig war, lebte einige Monate in der hierfür requirierten Arthur-Sauer-Villa in Zwingenberg.
- Katrin Hechler (* 1969), politische Beamtin (SPD), war Mitglied der Stadtverordnetenversammlung von Zwingenberg